# Стара Рава
Стара Рава (пољ. Stara Rawa) је село у Пољској које се налази у војводству Лођ у повјату Скјерњевицком у општини Нови Кавенчин. Налази се у средини земље, око 65 km југозападно од Варшаве.
Налази се на реци Равка.
Број становника је око 210.
Основан у XI веку.
Од 1975. до 1998. године ово насеље се налазило у Скјерњевицком војводству.